# Constans római császár

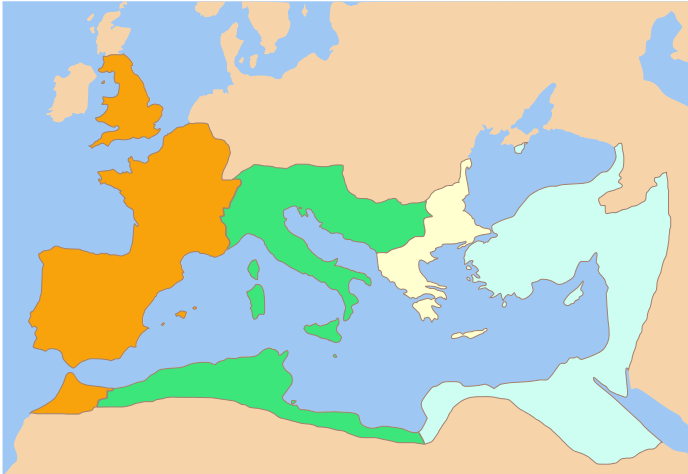
A Római Birodalom I. Constantinus halálának évében, 337 szeptemberében.
Constantinus három fia – II. Constantinus, Constans, és II. Constantius – egymás között osztotta fel a birodalmat. II. Constantinus a nyugati provinciákat örökölte, Galliát, Britanniát és Hispániát. Constans Itália, Illyricum, az afrikai provinciák és Macedónia felett uralkodott, míg II. Constantius a birodalom keleti felét kapta. Ezeken kívül mostohatestvére, Dalmatius hasonló nevű fiának és idősebb Dalmatius öccsének, Hannibalianus hercegnek is juttatott egy-egy országrészt.

Flavius Iulius Constans vagy I. Constans (Italia, 320 vagy 323 – Vicus Helena, 350 januárja) római császár 337-től haláláig. Nagy Constantinus legkisebb fia, aki Fausta Flavia Maxima nevű feleségétől született.

## Élete
Apja már 13 éves korában megtette császárnak. I. Constantinus halála után 337-ben három fia megosztozott a császárságon. Konstantinápolyban katonai zavargások törtek ki, és a császárjelöltek apjuk féltestvéreit (lásd Flavius Iulius Constantius) megölték, attól való félelmükben, hogy politikai riválisaikká válhatnak. II. Constantinus a Nyugati provinciákat kapta, II. Constantius pedig a Keleti tartományokat, ők ketten egykorúak, mindketten húszévesek voltak.
A legfiatalabb fiú, az akkor 17 éves Constans a birodalom középső provinciáit, Itáliát, Szicíliát, Africát és a balkáni tartományok egy részét kapta. II. Constantinus azonban Afrikát magának követelte, így a két testvér közt kitört a háború, amelyben II. Constantinust megölték, Constans ekkor az egész nyugati birodalmat hatalmába kerítette. Az egykorú források szerint őt – mint zsarnokot és kéjencet – katonái megvetették és elégedetlenkedni kezdtek ellene. A Galliában kitört lázadás elől menekülnie kellett, útközben azonban Magnentius, a testőrségének vezetője 350-ben meggyilkolta.
Uralkodása utolsó évei híresek a kegyetlenségről és a rendezetlen állapotokról. Kedvenc udvaroncai homoszexuális ifjak voltak, akiket nyíltan előnyben részesített a praetorianus gárdában. Még 338 előtt eljegyezte Flavius Ablabius praetorianus praefectus leányát, Olympiast de sosem vette végül feleségül. (A hölgy 360-ban II. Arszakész örmény király felesége lett, de hamarosan meghalt.)
Mivel a légiók már nem támogatták, a 350-es Magnentius-féle lázadás alkalmával nem rendelkezett számottevő katonai erővel. Constanst a lakosság sem támogatta, így életét mentve menekült dél felé, Itáliát vagy Hispániát próbálta elérni. Magnentius azonban egy Vicus Helena nevű erődítményben, Pireneusokban sarokba szorította, végül egy templomban gyilkolták meg, ahol menedéket keresett.

## I. Constantinus és fiai

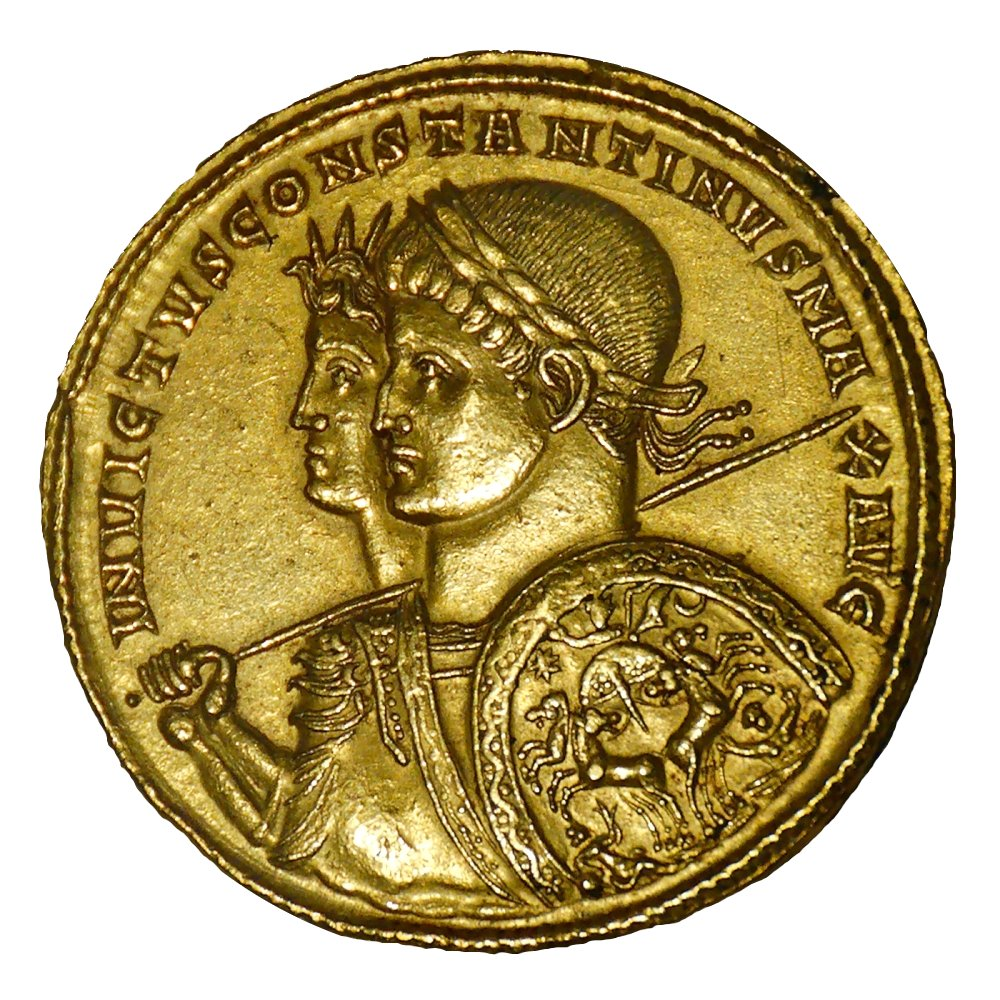
I. Constantinus 306 – 337 (Caius Flavius Valerius Aurelius Constantinus)

## Külső hivatkozások
- A Pallas nagy lexikona [Tiltott forrás?]

| Elődei: Flavius Ursus és Flavius Polemius | Consul 339 collega: II. Constantius | Utódai: Septimius Acindynus és Lucius Proculus |

| Elődei: Antonius Marcellinus és Petronius Probinus | Consul 342 collega: II. Constantius | Utódai: Marcus Placidus és Flavius Romulus |

| Elődei: Flavius Amantius és Marcus Nummius Albinus | Consul 346 collega: II. Constantius (mindketten keleten, nyugaton nincs consul) | Utódai: Vulcacius Rufinus és Flavius Eusebius |

| Előző uralkodó: I. Constantinus | Római császár 337–350 | Következő uralkodó: Magnus Magnentius |